# Krizový zákon
Krizový zákon, plným názvem zákon č. 240/2000 Sb., o krizovém řízení a o změně některých zákonů (krizový zákon), je zákon platný v České republice od 1. ledna 2001. Je jedním z tzv. krizových zákonů upravujících problematiku krizových stavů. Zákon byl poprvé v širším měřítku uplatněn při řešení mimořádných situací, které vznikly v souvislosti s povodněmi v roce 2002.

## Obsah zákona
Zákon stanoví působnost a pravomoc státních orgánů a orgánů územních samosprávných celků a práva a povinnosti právnických a fyzických osob při přípravě na krizové situace, které nesouvisejí se zajišťováním obrany České republiky před vnějším napadením, a při jejich řešení a při ochraně kritické infrastruktury a odpovědnost za porušení těchto povinností. Krizový zákon také zapracovává příslušné předpisy Evropské unie a upravuje určování a ochranu evropské kritické infrastruktury.
Zákon vymezuje základní instrumenty, kterými má být dosaženo účelu této právní regulace. Hlavními právními nástroji, je stanovení povinností ministerstvům a jiným správním úřadům, právnickým a fyzickým osobám na tomto úseku státní správy, ale i vymezení postavení, působnosti a pravomocí orgánů státní správy a samosprávy při přípravě na krizové situace a při jejich řešení.
Krizovým zákonem lze omezit práva a svobody občanů zaručené Listinou základních práv a svobod na nezbytně nutnou dobu a v nezbytném rozsahu. Listina základních práv a svobod umožňuje ve zvláštních případech například omezení vlastnického práva, avšak za náhradu. Zákon řeší v tomto smyslu poskytnutí peněžní náhrady v míře omezení vlastnického práva podle zvláštních předpisů, obdobně lze požadovat náhradu škody vzniklé v příčinné souvislosti s krizovými opatřeními podle právních předpisů a náhradu za újmu na zdraví obdobně podle předpisů o odškodňování pracovních úrazů.

## Související předpisy
Zákon vychází z článku 3 ústavního zákona č. 110/1998 Sb., o bezpečnosti České republiky, podle něhož bezpečnost České republiky zajišťují ozbrojené síly, ozbrojené bezpečnostní sbory, záchranné sbory a havarijní služby. Státní orgány, orgány územních samosprávných celků a právnické a fyzické osoby jsou povinny se podílet na zajišťování bezpečnosti České republiky.
Prováděcími předpisy krizového zákona jsou vyhláška č. 281/2001 Sb., kterou se provádí krizový zákon, vyhláška Českého báňského úřadu č. 75/2001 Sb. a dále cca 75 nařízení nebo usnesení vlády, z toho 70 je z roku 2020. Poslední změny a novelizace krizového zákona z roku 2021 mají souvislost s pandemií covidu-19 na území České republiky.

## Historie
V roce 1999 byl v parlamentu předložen zákon o krizovém řízení a integrovaném záchranném systému. Počet zákonů byl nakonec rozšířen na tři základní zákony a to na zákon č. 239/2000 Sb., o integrovaném záchranném systému, zákon č. 240/2000 Sb., o krizovém řízení a jako poslední byl sestaven zákon č. 241/2000 Sb., o hospodářských opatřeních pro krizové stavy. Povodně v roce 1997 také značně urychlily přijetí ústavního zákona 110/1998 Sb., o bezpečnosti České republiky. Díky přijetí výše uvedených zákonů tak ČR splnila své mezinárodní závazky a zařadila se tím mezi moderní západní státy s páteří zákonů řešících problematiku krizového řízení.

### Přehled základní legislativy upravující oblast krizového řízení
- Ústavní zákon č. 1/1993 Sb., Ústava České republiky;
- Ústavní zákon č. 110/1998 Sb., o bezpečnosti České republiky;
- Zákon č. 239/2000 Sb., o integrovaném záchranném systému a o změně některých zákonů;
- Zákon č. 240/2000 Sb., o krizovém řízení a o změně některých zákonů (krizový zákon);
- Zákon č. 241/2000 Sb., o hospodářských opatřeních pro krizové stavy a o změně některých souvisejících zákonů;
- Zákon č. 219/1999 Sb., o ozbrojených silách České republiky;
- Zákon č. 222/1999 Sb., o zajišťování obrany České republiky;
- Zákon č. 254/2001 Sb., o vodách a o změně některých zákonů (vodní zákon);
- Zákon č. 585/2004 Sb., o branné povinnosti a jejím zajišťování (branný zákon);
- Zákon České národní rady č. 133/1985 Sb., o požární ochraně;
- Vyhláška Ministerstva vnitra č. 328/2001 Sb., o některých podrobnostech zabezpečení integrovaného záchranného systému;
- Vyhláška Ministerstva vnitra č. 380/2002 Sb., k přípravě a provádění úkolů ochrany obyvatelstva;
- Nařízení vlády č. 462/2000 Sb., k provedení § 27 odst. 8 a § 28 odst. 5 zákona č. 240/2000 Sb., o krizovém řízení a o změně některých zákonů (krizový zákon);
- Vyhláška Správy státních hmotných rezerv č. 498/2000 Sb., o plánování a provádění hospodářských opatření pro krizové stavy.
- Vyhláška Ministerstva školství, mládeže a tělovýchovy č. 281/2001 Sb., kterou se provádí krizový zákon – hovoří o plánech krizové připravenosti určených škol
- Vyhláška Ministerstva školství, mládeže a tělovýchovy č. 281/2001 Sb., kterou se provádí § 9 odst. 3 písm. a) zákona č. 240/2000 Sb., o krizovém řízení a o změně některých zákonů (krizový zákon)

## Souvislost s pandemií SARS COV-19
Opatření v ČR vycházející z krizového zákona v souvislosti s pandemií SARS (Covid-19)
- Zákaz koncertů, představení v divadlech atd.
- Zákaz konání poutí a podobných tradičních akcí
- Omezení práva pokojně se shromažďovat,
- Nařízení a pravidla trhů
- Omezení provozu základních škol
- Omezení provozu středních škol
- Omezení provozu vysokých škol
- Omezení provozu vysokoškolských kolejí
- Omezení provozu školských výchovných a ubytovacích zařízení (domov mládeže, internát)
- Omezení provozu středisek volného času, školních klubů a školních družin
- Zákaz škol v přírodě a školních výletů
- Omezení provozu základních uměleckých škol a jazykových škol
- Zákaz konání veletrhů a hospodářských výstav
- Podmínky přítomnosti třetích osob při porodu
- Omezení návštěv ve zdravotnických zařízeních
- Omezení návštěv v zařízeních sociální péče
- Zákaz návštěv ve vazebních věznicích, věznicích a v ústavech pro výkon zabezpečovací detence
- Omezení návštěv zoologických a botanických zahrad
- Zákaz využívání sportovišť
- Omezení konání zkoušek
- Nařízení pro provozovatele obchodů a provozoven služeb
- Zákaz provozování stravovacích služeb
- Zákaz provozu a používání umělých koupališť a wellness zařízení včetně saun, solárií a solných jeskyní.
- Zákaz návštěv hradů, zámků a obdobných historických nebo kulturních objektů, hvězdáren a planetárií
- Omezení provozu knihoven
- Zákaz návštěv a prohlídky muzeí, galerií, výstavních prostor